# SUPER (logiciel)
SUPER est un convertisseur de vidéo, édité par eRightSoft, permettant d'accéder à des fonctions avancées, comme le débit audio et vidéo souhaité, ainsi que le format de sortie de la vidéo.

## Les fonctionnalités
- De nombreux formats vidéo/audio en entrée/sortie supportés.
- La conversion et le chargement des vidéos sur les baladeurs portables : Apple iPod, Sony, Nintendo, mobiles, lecteurs média portables.
- La capture vidéo au format flv, mp4 ou avi.
- La création des films compatible DVD, VCD, SVCD ou Automode.
- Options générales: playlist, liste de tâches, import/export de profils, changement de thème...
- Différentes options d'encodage sont disponibles: logo watermark, concaténation de fichiers au même format, effets vidéo, flip, turn, inversion des couleurs, conversion en noir & blanc, fade, snapshot, durée d'encodage, ajuster le volume d'encodage...
- Différentes options de lecture sont disponibles: luminosité, contraste, teinte, saturation, plein écran, format vidéo, vitesse de lecture, entrelacement, flip, miroir, turn, player intégré...

Super fonctionne sous Windows XP | Vista | 7 | 8 | 10 | 11

## Formats de fichiers supportés
SUPER supporte les formats de fichiers suivants :
|  |  |

| Vidéo | Audio                                                 | Autre               |
| --- | ----------------------------------------------------- | ------------------- |
| 3GP, 3g2, AMV, ASF, AVI, dat, WebM, DVR-MS, FLV, MPEG-1 et MPEG-2, Matroska (MKV), MPEG-4, MPEG transport stream (TS, M2T et TRP), Ogg QuickTime (MOV et QT), RealVideo (RM et RMVB), SWF, Vob, WMV | AAC, AC3, AMR, MP2, MP3, MPC, Ogg, FLAC, RA, WMA, WAV | AviSynth, GIF animé |

## Configuration système recommandée
- Système d'exploitation Windows XP | Vista | 7 | 8 | 10 | 11
- Processeur 1,8 GHz Pentium 4 ou AMD64
- 512 Mo de mémoire vive
- 20 Go d'espace libre sur le disque dur
- Résolution vidéo de 1 024×768 ou supérieure
- Écran 32 000 couleurs ou plus